# 南善晴
南 善晴（みなみ よしはる、1989年5月17日 - ）は、日本のラグビーユニオン選手。

## プロフィール
- 福岡県出身[2]。
- ポジションはロック(LO)、フランカー(FL)。
- 身長 188cm、体重 92kg
- 高校日本代表に選ばれたことがある[3]。

## 来歴
2008年、大分舞鶴高校卒業後、慶應義塾大学に入る。なお大分舞鶴高校時代、第31回高校東西対抗試合に西軍として出場した。
2012年、慶應義塾大学卒業後、豊田自動織機シャトルズに加入。
2015年、豊田自動織機シャトルズを退団した。